# Heads (manga)
Pour les articles homonymes, voir head.
Heads (ヘッズ, HE∀DS) est un seinen manga scénarisé par Keigo Higashino et dessiné par Motorou Mase, prépublié dans le magazine Weekly Young Sunday et publié par l'éditeur Shōgakukan en quatre volumes reliés sortis entre février 2003 et juin 2003. La version française a été éditée par Akata/Delcourt dans la collection « Ginkgo » en quatre tomes sortis entre septembre 2005 et novembre 2005.

## Liste des volumes
| no | Japonais       | Japonais          | Français          | Français          |
| no | Date de sortie | ISBN              | Date de sortie    | ISBN              |
| -- | -------------- | ----------------- | ----------------- | ----------------- |
| 1  | 5 février 2003 | 978-4-09-152791-2 | 14 septembre 2005 | 978-2-84789-679-4 |
| 2  | 5 février 2003 | 978-4-09-152792-9 | 26 octobre 2005   | 978-2-84789-916-0 |
| 3  | 2 mai 2003     | 978-4-09-152793-6 | 23 novembre 2005  | 978-2-84789-940-5 |
| 4  | 5 juin 2003    | 978-4-09-152794-3 | 28 novembre 2005  | 978-2-84789-952-8 |

### Édition japonaise
Shōgakukan
1. 1 2  (ja) « Tome 1 », sur amazon.co.jp.
2. 1 2  (ja) « Tome 2 », sur amazon.co.jp.
3. 1 2  (ja) « Tome 3 », sur amazon.co.jp.
4. 1 2  (ja) « Tome 4 », sur amazon.co.jp.

### Édition française
Delcourt/Akata
1. 1 2  (fr) « Tome 1 ».
2. 1 2  (fr) « Tome 2 ».
3. 1 2  (fr) « Tome 3 ».
4. 1 2  (fr) « Tome 4 ».